# Наруми Мијура
Наруми Мијура (јап. 三浦 成美; 3. јул 1997) јапанска је фудбалерка.

## Репрезентација
За репрезентацију Јапана дебитовала је 2018. године. За тај тим одиграла је 5 утакмица.

## Статистика
| Јапан  | Јапан | Јапан |
| Год.   | Ута.  | Гол.  |
| ------ | ----- | ----- |
| 2018   | 5     | 0     |
| Укупно | 5     | 0     |